# إيف أونلاين
إيف أونلاين (بالإنجليزية: Eve Online) هي لعبة فيديو من نوعية ألعاب تقمص الأدوار كثيفة اللاعبين (MMORPG)، يشارك اللاعبون فيها في عالمٍ واحدٍ مستمر على الإنترنت إذ تؤثر أفعال اللاعبين على مجريات الأحداث ووقائع العالم، ويمكنهم المشاركة في عددٍ كبيرٍ من النشاطات منها التعدين والصناعة والتجارة والاستكشاف والقرصنة والقتال (ضد اللاعبين الآخرين أو ضد البيئة؛ أي ضد قوّات الذكاء الاصطناعي للعبة)، تحتوي اللعبة على 7800 نظامٍ شمسي يمكن للاعبين زيارته.
تنشهر لعبة إيف أونلاين بحجمها ومدى تعقيدها من منظور تفاعلات اللاعبين، حيث يشارك اللاعبون في عالمٍ واحد بنشاطاتٍ تجارية وسياسية وحربية حرّة، ومن أبرز أحداثه التاريخية معركة «مذبحة B-R5RB» التي شارك فيها أكثر من خمسة آلاف لاعبٍ لحظياً في نفس النظام الشمسي عندما تصادم اثنان من أكبر تحالفات اللعبة في السيطرة عليه.
صدرت إيف أونلاين عام 2003، وهي متوفرة على أنظمة ويندوز وأو إس 10، وهي من تطوير شركة CCP Games، وقد أضيف إليها برنامج لعبٍ مجّاني محدود (free-to-play) عام 2013.

## طريقة اللعب
يبدأ اللاعبون الجدد بصنع شخصية جديدة واختيار عرقٍ ومدرسة لهم، ومن بعدها يدخلون العالم بمجموعة من المهارات الأساسية وسفينة فضائية للمتدربين. على خلاف معظم الألعاب الأخرى كثيفة اللاعبين (MMO) التي توزّع ثقل اللاعبين على نسخ متماثلة من العالم تعمل بالتوازي، فلا يوجد من عالم إيف أونلاين سوى نسختين رئيسيتين تعمل كلٌّ منهما على خادومٍ مخصّص، إحدامها النسخة الصينية وأما الأخرى فهي لبقية العالم، مما يعني أن اللاعبين من جميع أرجاء العالم (ما عدا الصين) يشتركون ويتنافسون في مجرة واحدة داخل اللعبة.

### العالم
يتكون عالم إيف أونلاين من أكثر من 5000 نظامٍ شمسي في المجرة المعروفة والمُستَعمرَة بالإضافة إلى 2500 نظامٍ شمسيٍّ في مجرّة أخرى لا يمكن الوصول إليها إلا عن طريق الثقوب الدودية التي تظهر وتختفي في أماكن عشوائية، ولكلّ نظامٍ شمسي نقييمٌ أمني يتراوح من 1,0 إلى -1,0، وتُصنّف هذه المستويات إلى ثلاث مجموعات حسب نشاط الشّرطة المحايدة غير القابلة للعب (NPC) فيها. تُعتبر الأنظمة المصنّفة بين 1,0 و0،5 أنظمةً عالية الأمان (hi sec)، حيث لو قام أي لاعبٍ بالاعتداء على لاعبٍ آخر فسوف تتدخل سفن الشرطة بسرعة لتدمّر سفينة المعتدي. الأنظمة المصنّفة ما بين 0,4 و0،1 تعتبر أنظمةً شمسية منخفضة الأمن (low sec)، ومع أن سفن الشرطة لا تتدخل في الاعتداءات في هذه الأنظمة إلّا أن مدافع المراقبة تحمي مداخلها ومخارجها، كما أن الاعتداء على اللاعبين الآخرين سوف يُنقص من سمعة المعتدي ويضع عليه علامةً مؤقتة تسمح لأيٍّ كان أن يرد عليه بدون أي عواقب. وأما الأنظمة الشمسة المصنّفة من 0,0 إلى -1,0 فهي معروفة بالفضاء الخالي من القانون (null sec) ولا توجد فيها أي وطأة للشرطة، وبدلاً من ذلك فإن تحالفات اللاعبين تمد سيطرتها على المجموعات الشمسية في هذا الجزء من الفضاء لتفرض سيادتها وقوانينها الخاصة. بالإضافة إلى هذه التصنيفات الثلاثة توجد أيضاً أنظمة الثقوب الدودية التي لا يمكن السفر إليها إلا عبر الثقوب الدودية التي تظهر وتختفي على مر الساعة بشكلٍ عشوائيٍّ عبر الفضاء ولا يمكن لأي أحدٍ أن يفرض سيادته عليها، إلا أنّه بوسع اللاعبين العيش فيها لفترات طويلة أو شبه دائمة بالترحال أو بناء محطاتٍ فضائية والمكوث فيها.
تحتوي الأنظمة الشمسية على أحزمة الكويكبات والكواكب التي يمكن التعدين أو استخراج المواد الخام منها، ومن ثم يمكن معالجة كل هذه المواد الخام واستخدامها في الصناعة والتجارة في محطات الفضاء. بالإضافة إلى ذلك فإن السفن تُسقط جزءاً من محتوياتها عند تحطّمها (سواءً كانت سفن لاعبين أو سفن ذكاءٍ اصطناعي للعبة) ويمكن بالإضافة إلى ذلك استخراج عناصر إضافية من الحطامات بأدواتٍ خاصّة، ويمكن إعادة استخدام كل هذه العناصر مباشرة أو التجارة فيها أو استخدام بعضها لصنع عناصر جديدة، وكلّما قلّ مستوى أمن الأنظمة الشمسية كلّما كثرت فيها المواد والمعادن النادرة وارتفع مستوى خطورة سفن الذكاء الاصطناعي وصارت العناصر والمكوّنات التي تسقطها عند تحطها أثمن، مما يعطي حافزاً للاعبين للاندفاع إلى المناطق الخطرة من الفضاء بالرغم من التهديد الدائم من الاصطدام بلاعبين آخرين في غياب القانون.

### التنقّل والقتال
نمط اللعب الرئيسي لإيف أونلاين يرتكز على قيادة السفن في فضاء اللعبة ثلاثي الأبعاد مع قدرة اللاعبين على الرُّسُوّ في محطات الفضاء للاستفادة من خدمات الصيانة والتجارة وتبديل الأجهزة والتطويرات المستخدمة في سفنهم. على الرغم من تقديم ميزة التحليق الحر في حزمة إضافة Rhea عام 2014 إلا أن معظم اللاعبين يستخدمون أوامر حاسوب طيران اللعبة للاقتراب من أي نقطة يختارها اللاعب أو الدوران حولها أو المحافظة على بعدٍ ثابتٍ عنها، وأما الأنظمة القتالية فلا يمكن التحكم بها مباشرة بل يقوم اللاعب بدلاً من ذلك بتحديد الأهداف والإقفال عليها، وأما دقة تصويب الأسلحة فيتم حسبانها بناءً على عوامل عديدة مثل سرعة دوران المدافع وبعد الهدف وحجمه وسرعة حركته.
بإمكان اللاعبين السفر والمشاركة في المعارك في أي نقطة من أي نظامٍ شمسي، إلا أن معظم الاشتباكات تحدث عادة عند المعالم التي يمكن التفاعل معها مثل بوابات القفز بين الأنظمة أو الأحزمة الكويكبية أو مقرات القراصنة. تستخدم السفن محرّكاً خاصّاً للسفر بين الأجرام السماوية داخل نظامٍ شمسيٍّ واحد بسرعة تفوق سرعة الضوء، وأما السفر بين الأنظمة فلا يمكن إلا بالقفز عبر بوابات وصل الأنظمة أو عبر الثقوب الدودية أو باستخدام تقنية خاصة للسفن المتقدمة لفتح جسورٍ فضائية مؤقتة لحلفائهم من نظامٍ شمسيٍّ إلى آخر.

### نقاط الخبرة
على خلاف التقليد الشائع الذي يكافئ اللاعبين بنقاط الخبرة أثناء تقدمهم وتحصيلهم في اللعبة فإن نظام الخبرة في إيف أونلاين يعمل باستمرار حتى أثناء غياب اللاعب عن اللعبة، حيث تكتسب الشخصية المهارات الجديدة بوتيرة ثابتة حسب الترتيب الذي يختاره اللاعب، ولكل مهارة متطلبات مسبقة ومدة تدريب معينة حسب تقدّمها، فمهارة قيادة سفن فئة طوافات المعارك (battlecruisers) على سبيل المثال تتطلب ضعف فترة تدريب مهارة قيادة المدمرات، كما أنها تتطلب معرفة مهارتي قيادة المدمرات والطوافات (cruisers) قبل تدريبها.

### السفن
تُصنّف السفن في إيف أونلاين إلى فئات حسب الحجم والوظيفة من الفرقاطات الصغيرة إلى المراكب العملاقة التي يصل طولها إلى 17 كيلومتراً، ولكل فئة أدوار مخصصة ونقاط ضعفٍ وقوة واستخداماتٌ ملائمة، فالسفن الصغيرة على سبيل المثال تبرع في الاستكشاف والسفر السريع واعتراض الأهداف المعادية، إلا أن قوتها الضاربة ضئيلة مقارنة بالفئات الأكبر حجماً، وأما السفن الكبرى فهي بطيئة الحركة وسيئة في استهداف الأهداف الصغيرة سريعة المناورة ولكنها تمتاز بقدرة أعلى بكثير على تحمل نيران العدو والرد عليها بقوة ضاربة كبيرة من شأنها تهديد السفن الكبرى الأخرى أو قصف وتدمير الحصون الفضائية المعادية. ليست كل فئات السفن مهيئةً للقتال، حيث توجد فئات من شتّى الأحجام لكل النشاطات التي يستطيع اللاعبون القيام بها، مثل تعدين الأحزمة الكويكبية أو نقل البضائع والمواد الخام أو استكشاف الفضاء بحثاً عن الكنوز أو الاستطلاع أمام الأساطيل الحربية أو لرسم خرائط وصلات الثقوب الدودية التي تتغير على مدار اليوم والساعة.
تأتي جميع السفن في اللعبة بخصائص أساسية مثل السرعة والحجم واستيعاب وحدة التخزين ومقدار التحمل، وبالإضافة إلى ذلك فلكل سفينة عددٌ ثابت من نقاط تثبيت المدافع ومداخل التطوير التي يمكن ملؤها بعناصر وأنظمة لتحسين الخصائص الأساسية للسفينة أو إضافة قدراتٍ جديدة كلّياً. على سبيل المثال، توجد عناصر دفع من شأنها مضاعفة سرعة أي سفينة، ولكن المنفذ الذي تملؤه عناصر الدفع هو نفس المدخل الذي تحتاجه عناصر تطوير درع المركبة، أو عناصر فك التشفير، أو عناصر تعطيل محركات السفر الضوئي في سفن الأعداء لمنعهم من الهرب، ونظراً لكل ذلك فلا يمكن بناء أي سفينة لتأدية كلّ غرضٍ في اللعبة، إذ يتوجب تجهيز أي سفينة لأداء أغراضٍ محددة وواضحة لكي تعمل بكفاءة.

## وصلات خارجية
- إيف أونلاين على موقع IMDb (الإنجليزية)

- الموقع الرسمي